# Lew Allen
Lew Allen, Jr (ur. 30 grudnia 1925 w Miami, zm. 4 stycznia 2010 w Potomac Falls w stanie Wirginia) – generał Sił Powietrznych Stanów Zjednoczonych, amerykański oficer, m.in. dyrektor Agencji Bezpieczeństwa Narodowego (NSA) w latach 1971-1977.

## Życiorys
Absolwent Akademii Wojskowej w West Point, magisterium i doktorat uzyskał na Uniwersytecie Illinois. Jako najmłodszy oficer Sił Powietrznych Stanów Zjednoczonych, pełnił służbę na różnych stanowiskach mających związek z bronią jądrową. W 1961 przeniesiony do Biura Dyrektora Badań i Techniki Departamentu Obrony (Department of Defense – DoD), odtąd współpracował z Narodowym Biurem Rozpoznania, kierującym działaniami amerykańskich satelitów szpiegowskich. Następnie od 1965 do 1968 sprawował funkcję zastępcy dyrektora Biura Programów Specjalnych Sił Powietrznych (AFSPO), leżącego w strukturach NRO w Los Angeles, później pełnił inne funkcje w organizacjach pomocniczych US Air Force. Od 1971 dyrektor Biura Programów Specjalnych. W marcu 1973 nowy dyrektor Centrali Wywiadu (tym samym szef Centralnej Agencji Wywiadowczej), James Schlesinger, mianował go szefem sztabu Wspólnoty Wywiadów. W sierpniu 1973, zaledwie pięć miesięcy po tej nominacji, został dyrektorem Agencji Bezpieczeństwa Narodowego, zastępując na tym stanowisku generała porucznika Samuela Phillipsa. Obejmując to stanowisko, wpadł w środek burzy, jaka rozpętała się w związku z podsłuchami zakładanymi przez Agencję na terenie kraju. Kongres, sądy i media zaczęły domagać się ustalenia roli, jaką NSA odegrała w akcji masowego podsłuchu rozmów telefonicznych prowadzonych przez obywateli amerykańskich, ujawnionej w wyniku przecieków z różnych źródeł. 8 sierpnia 1975 Allen, jako pierwszy w historii szef NSA składający zeznania przed komisją Kongresu, stanął przed obliczem Specjalnej Komisji Izby Reprezentantów ds. Wywiadu, zwanej „Komisją Pike'a”. Wkrótce po zakończeniu trwającego cztery godziny przesłuchania przy drzwiach zamkniętych Allena czekała równie żmudna procedura przesłuchań, też przy drzwiach zamkniętych, przez senacką Komisję ds. Wywiadu, znaną jako „Komisja Churcha”. Zeznając przed nią 29 października 1975, Allen ujawnił, że lista obiektów szczególnego zainteresowania Agencji zawiera dane personalne ok. 1700 amerykańskich obywateli i prawie 6 tys. obcokrajowców. Allen zdołał wytrzymać tę ciężką próbę i Agencję Bezpieczeństwa Narodowego opuścił dopiero w lipcu 1977.
Po odejściu z NSA, od sierpnia 1977 do marca 1978, był szefem Dowództwa Systemów Sił Powietrznych (Commander of Air Force Systems Command). 1 lipca 1978 został zaprzysiężony jako szef sztabu US Air Force. Funkcję tę pełnił do chwili przejścia w stan spoczynku w czerwcu 1982.